# Korselett

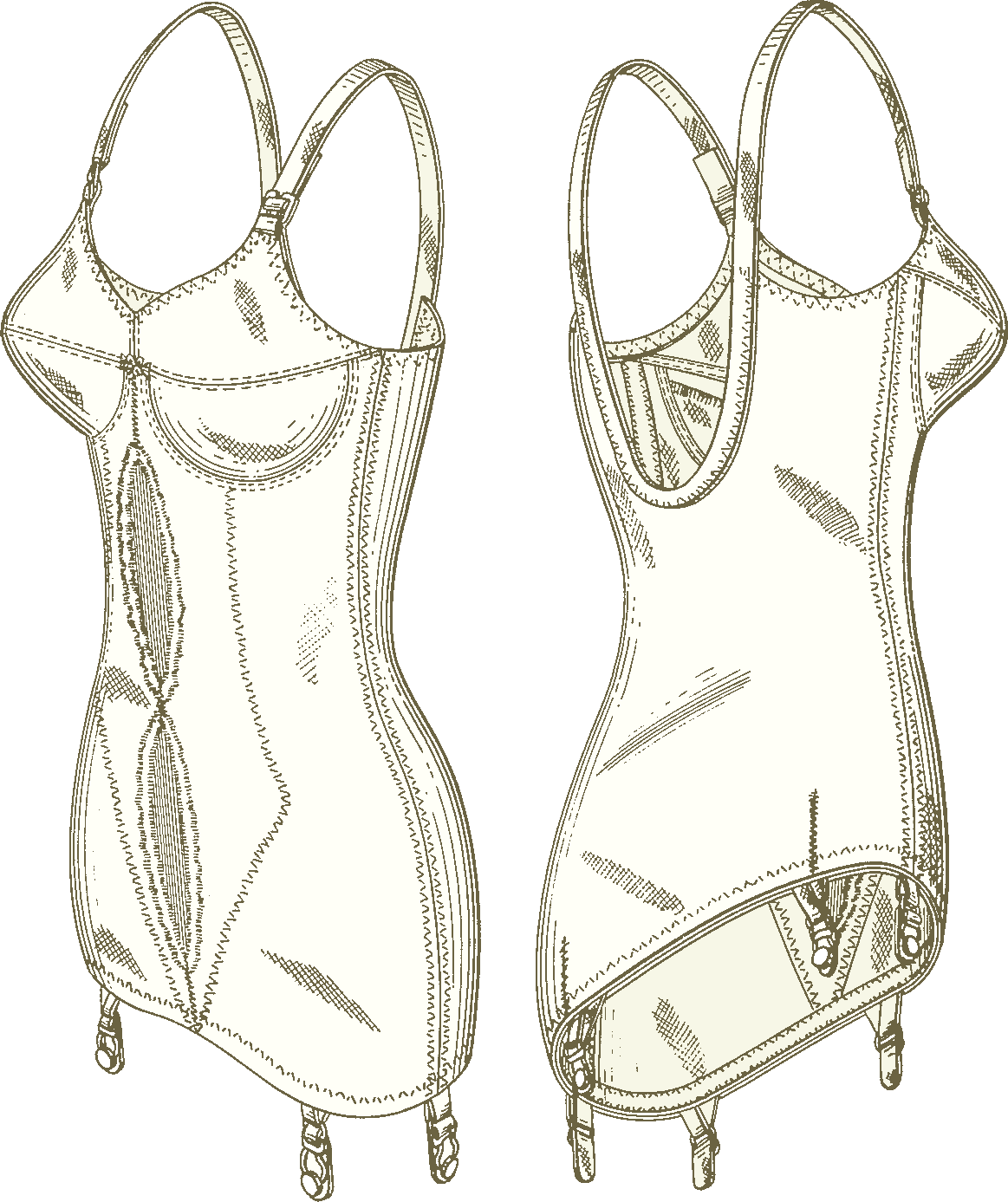
Korselett mit Strumpfhaltern, 1975

Ein Korselett (von französisch corselet und Diminutiv von Korsett) ist ein leichter, körperformender Miedereinteiler. Es reicht meist bis unter das Gesäß und ist oft mit Strumpfhaltern versehen. Im Gegensatz zum Unterhemd soll das Korselett, analog zur Miederhose, die Figur formen. Im Gegensatz zum Korsett hat es jedoch keine Versteifungen.

## Geschichte

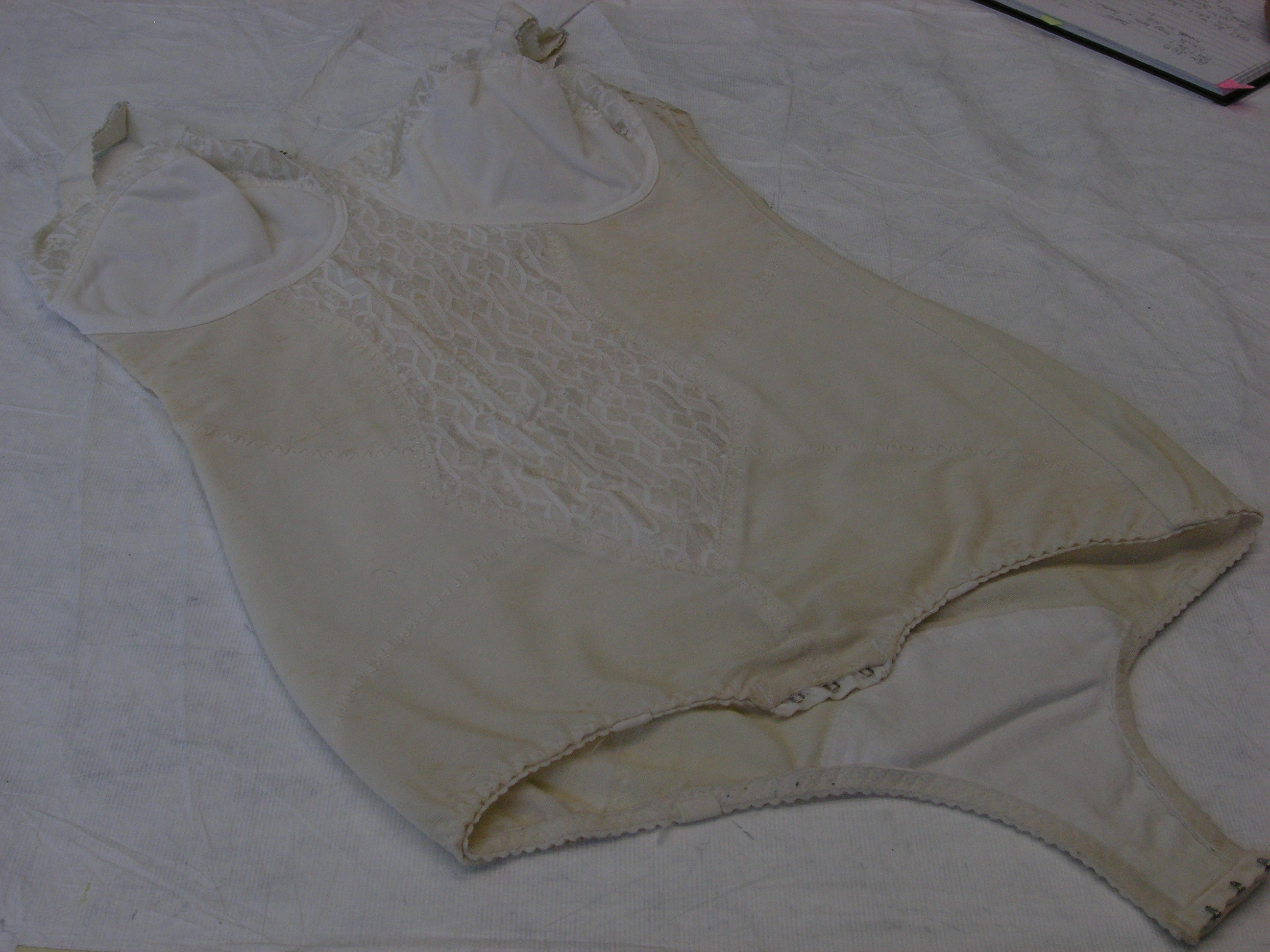
Hosenkorselett, 20. Jahrhundert, aus der Sammlung des Auckland War Memorial Museums

Das Korselett entstand in den 1920er Jahren, als eine Kombination aus Büstenhalter und Hüftgürtel. Dafür wurden damals gummielastische Textilien verwendet, zum Teil auch nur als Einsatzpartien an den entscheidenden Stellen.
Eine Vorform des Korseletts war die Gourgandine, die am Anfang des 18. Jahrhunderts von Frauen über dem Hemd zum Hauskleid getragen und vorne geschnürt wurde.

## Material und Schnitt
Korseletts sind heute zumeist aus Polyamid (Nylon) und Elastan (Lycra) gefertigt.
Die BH-Körbchen sind in das Korselett eingearbeitet, weshalb es auch in BH-Größen angegeben wird. Die Bauchpartie ist oft mit zusätzlichen Stofflagen verstärkt, um den Bauch flacher erscheinen zu lassen. Oft ist die obere Vorderseite mit einer Hakenleiste und einem zusätzlichen Reißverschluss darüber zu schließen. 
Eine Variante ist das Hosenkorselett, welches gleich einem Body im Schritt geschlossen ist. So lassen sich Hosenkorseletts in manchen Fällen nicht klar von Bodys abgrenzen.